# Ámbar (color gato)
El ámbar, llamado antiguamente « X-Color», designa un color del manto del gato. Este color es específico del gato de los Bosques de Noruega, y causó enorme revuelo tras su aparición en el año 1992. La característica principal de este nuevo color es su variabilidad en el tiempo, este color evoluciona a lo largo de la vida del gato pudiendo pasar desde negro hasta el rojo, rozando múltiples matices.

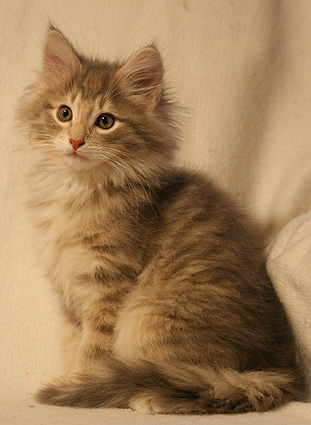
Cachorro Bosque de Noruega de color ámbar.

## Características generales del manto ámbar
Para algunos gatos, el color adulto se adquirirá a los 5 meses, sin embargo para otros habremos de esperar entre 12 y 24 meses. El color definitivo necesita aún entre 2 y 3 años para estabilizarse. Se observan ligeras variaciones de color en el manto en verano y en invierno.
El manto en el nacimiento también es muy variable; algunos gatos ámbar nacen muy oscuros, hasta el punto de confundirse con gatos con tabby negro. Igualmente, el color de los gatitos de una misma camada puede evolucionar de forma extremadamente variable tanto en duración como en intensidad. Los mantos ámbar no diluidos tienen un tono entre anaranjado y caramelo. Estas variaciones son debidas a los poligenes del rufismo.
El color ámbar se define por seis características:
- El negro pasa a ser albaricoque y el azul beige claro. Los pelos oscuros persisten sobre el lomo, la extremidad de la cola y la extremidad de las patas.
- Las marcas tabby oscuras se aclaran. Tanto aquellas de los gatos tabby como las marcas fantasma de los gatos sólidos.
- El contorno de los ojos permanece oscuro.
- Las almohadillas son oscuras en el gato adulto. Tan solo aquellas de los gatos tabby nacen rosadas y se oscurecen con el tiempo.
- La nariz es rosa (sin contorno) para los gatos tabby y oscura para los gatos sólidos.
- La presencia de manchas blancas puede enmascarar algunos de los indicios precedentes.

## Características genéticas del manto ámbar

### Transmisión monogénica y recesiva

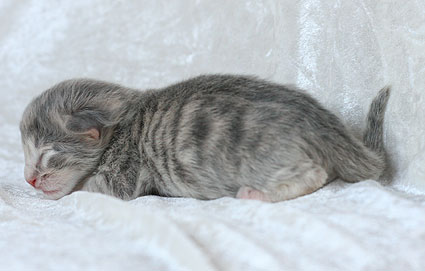
Cachorro Bosque de Noruega de color ámbar.

El color ámbar se transmite siempre según uno de los esquemas siguientes:
-Entre dos individuos de fenotipo negro (portadores de ámbar).
-Entre un individuo ámbar y uno negro (portador de ámbar).
-Entre dos individuos ámbar.
A menudo los gatos heterocigóticos o portadores tienen un subpelo de color albaricoque, y las líneas ámbar contienen un gran número de gatos registrados como golden tabby, lo que podría implicar una recesividad incompleta del alelo. Contribuiría, al igual que los poligenes del widebanding a alargar la raíz clara del pelo, incluso en un individuo heterocigoto.

### Transmisión autosomal
El color ámbar existe tanto en el macho como en la hembra, y es recesiva en ambos sexos. No está, por tanto, alojado en el cromosoma Y, ni limitado o influenciado por el sexo. Además, una hembra ámbar puede dar lugar a machos no ámbar.
Los puntos clave de la transmisión del color son por tanto los siguientes:
- Autosomal, y no influenciado por el sexo.
- Recesivo.
- Intervención de poligen es responsables de la gran variabilidad de tonalidades (rufismo).

Por convención, el alelo ámbar se representa por la letra “e”; el alelo no-ámbar o salvaje, por la letra “E”.

### Interacción con otros alelos de color
- Locus A: El análisis genético de los gatos con “nariz negra”, ha demostrado finalmente la existencia del manto ámbar sólido.
- Locus B: Dado que los alelos chocolate y canela están ausentes en el Bosque de Noruega, su interacción con el color ámbar es desconocida.
- Locus C: El Bosque de Noruega solo posee el alelo salvaje C en esta serie alélica, por lo que no se tienen otros conocimientos sobre ello.
- Locus D: La primera camada X-Color ya había probado la existencia del ámbar diluido. Esta realidad no ha sido nunca cuestionada.
- Locus I: El ámbar puede coexistir con el alelo I. Porfygardens Scarlett Surprice fue la primera ámbar silver.
- Locus S: El manto ámbar puede coexistir con las manchas blancas.
- Locus T: Los cuatro patrones tabby pueden manifestarse en el gato ámbar.
- Locus W: Existen gatos Bosque de Noruega heterocigóticos para la mutación ámbar (verificado por análisis genéticos). ¿Existen individuos blancos, homocigóticos para el ámbar [W-,ee]? Es imposible de verificar a través del fenotipo. Deberían ocurrir dos cosas:

1. Que los dos padres fueran ámbar. Pero si queremos que el manto sea blanco, al menos uno de los padres debería ser blanco.
2. Que el cruce con un gato ámbar solo engendrara gatos ámbar. Pero si es blanco, estadísticamente el 50 % de los gatitos deberán ser blancos.

En el futuro un estudio genético dilucidará este punto. El alelo W es probablemente epistático sobre el ámbar, dado que no es más que una variante del manto negro. Por lo tanto, los individuos [W-,ee] deberían poder existir.
- Locus Wb: El alelo Wb está teóricamente ausente del pool genético del Bosque de Noruega.
- Locus O: Tailor Hill’s Dione fue la primera hembra ámbar tortuga en 1993. Hoy en día se conoce la existencia de gatos machos rojos homocigóticos para la mutación ámbar (determinado por análisis genético).

- Marc Peterschmitt (2009). «L'ambre chez le Chats des Forêts Norvégiennes, un mystère resolu».

- «El color ámbar en el Bosque de Noruega (traducido)». Archivado desde el original el 18 de abril de 2010.

- Datos: Q2842346